# Guatteria arenicola
Guatteria arenicola är en kirimojaväxtart som beskrevs av Paulus Johannes Maria Maas och Erkens. Guatteria arenicola ingår i släktet Guatteria och familjen kirimojaväxter. Inga underarter finns listade i Catalogue of Life.